# Aïcha Belarbi
Aïcha Belarbi, née en 1946 à Salé (Maroc), est une sociologue, diplomate, et militante pour les droits des femmes marocaines. 

## Biographie
Aïcha Belarbi passe une licence de sociologie à l'université Mohammed-V de Rabat. Elle y obtient ensuite un diplôme de troisième cycle en sociologie de l'éducation. En 1987, elle soutient une thèse à l'université Paris-VIII en études féminines intitulée Traumatisme et ambitions de la jeune fille dans les textes de Maissa Bey et Leila Marouane sous la direction de Nadia Setti.
Elle est enseignante-chercheuse à l'université Mohamed V à Rabat et elle est experte auprès des Nations unies sur les questions relatives à l’éducation, le genre, le dialogue des cultures et la migration.
Elle est membre fondatrice de la section féminine de l'Union socialiste des forces populaires et elle est membre de son conseil national.
En mars 1998, elle est nommée secrétaire d'État auprès du ministre des Affaires étrangères et de la Coopération, chargée de la Coopération.
Elle est membre de la commission mondiale sur les migrations internationales.
Elle est ambassadrice du Maroc auprès de l'Union européenne de 2000 à 2008.
De 1987 à 2003, elle dirige le « Collectif approches », collection dédiée aux recherches sur la situation et le statut des femmes marocaines dans la société, qui a publié dix ouvrages aux éditions Le Fennec.

## Distinctions
- En 2014, elle reçoit le trophée des défenseures des droits humains d'Amnesty International Maroc en reconnaissance de sa contribution à la consolidation et la protection des droits humains[1].